# Mutualizm (ekonomia)
Mutualizm (łac. mutuus 'wzajemny; obustronny; wspólny' i gr. ismos 'wiedza') – teoria ekonomiczna i nurt myśli anarchistycznej, promujący idee budowy społeczeństwa socjalistycznego opartego na wolnym rynku i powszechnym zastosowaniu użytkowania. Jednym ze sposobów realizacji tej idei byłyby banki kredytu wzajemnego, które miałyby udzielać pożyczek producentom po minimalnym oprocentowaniu, służącym jedynie pokryciu kosztów udzielenia pożyczki.  Mutualizm opiera się na laborystycznej teorii wartości, która stanowi w nim podstawę do określenia wartości ekonomicznej. Zgodnie z teorią mutualistyczną, pracownik sprzedający produkt swojej pracy, powinien otrzymać w zamian pieniądze, dobra lub usługi, mające taką samą wartość ekonomiczną, ucieleśniającą "ilość pracy niezbędnej do wyprodukowania artykułu o dokładnie podobnej i równej użyteczności". W cenie produktu wliczana jest praca umysłowa, jak i fizyczna pracownika.
Chociaż mutualizm został spopularyzowany przez pisma anarchistycznego filozofa Pierre'a-Josepha Proudhona i jest kojarzony jako nurt anarchizmu, to jego początki jako formy organizacji społeczeństwa socjalistycznego sięgają XVIII-wiecznego ruchu robotniczego w Wielkiej Brytanii, a także we Francji, a także późniejszego ruchu czartystów. Mutualiści są przeciwnikami pozyskiwania dochodów poprzez pożyczki, inwestycje i czynsze w ramach kapitalistycznych stosunków społecznych.
Mutualiści popierają istnienie rynku i własność produktów pracy, tak długo jak ich istnienie zapewnia robotnikowi prawo do pełnego produktu jego pracy, wprowadzając rozróżnienie między "kapitalistyczną" własnością prywatną, a własnością osobistą. Mutualiści opowiadają się za warunkowymi tytułami prawa do ziemi, której posiadanie jest prawomocne tylko tak długo, jak długo pozostaje ona w użyciu lub zajęciu (co Proudhon nazwał posiadaniem), co jest rodzajem własności prywatnej z silnymi kryteriami porzucenia. Rozróżnia to ją od laborystycznej teorii własności Johna Locke'a, w której właściciel utrzymuje tytuł własności mniej więcej do momentu, gdy zdecyduje się go oddać lub sprzedać.
Jako libertariańscy socjaliści, mutualiści odróżniają proponowany przez nich socjalizm rynkowy od socjalizmu państwowego i sprzeciwiają się państwowej własności środków produkcji.